# Junonia hedonia
Junonia hedonia är en fjärilsart som beskrevs av Carl von Linné 1764. Junonia hedonia ingår i släktet Junonia och familjen praktfjärilar. Inga underarter finns listade i Catalogue of Life.

## Bildgalleri

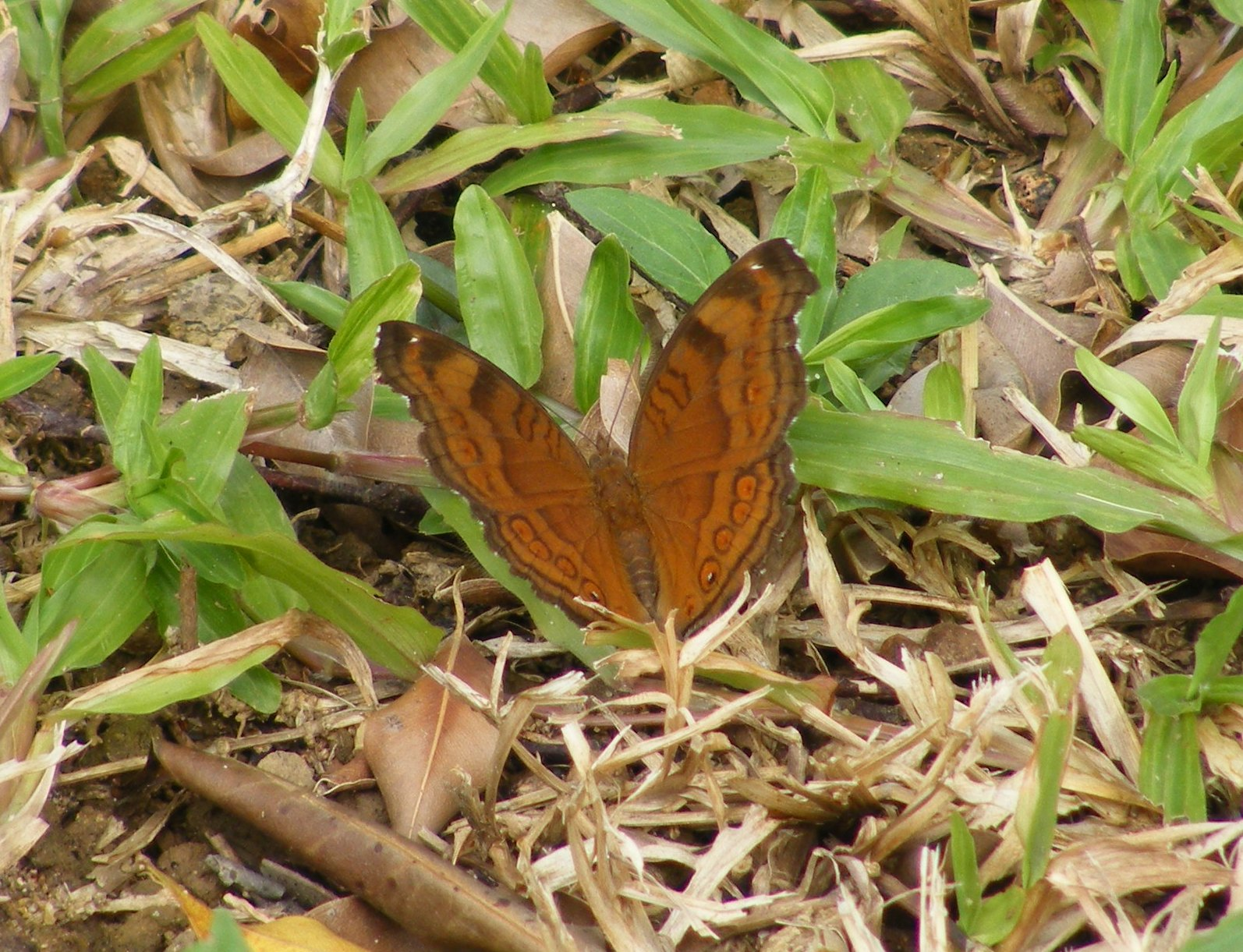
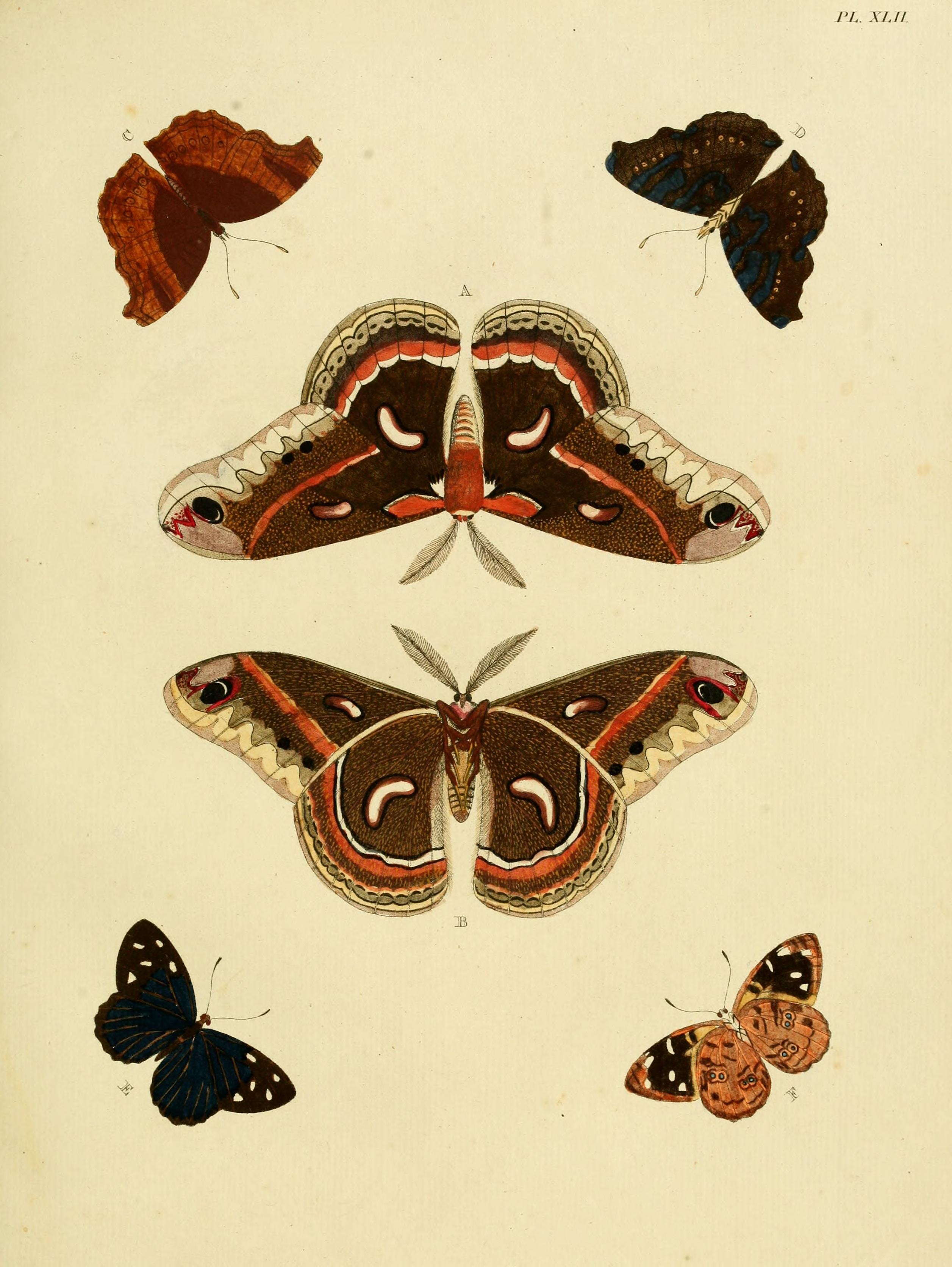
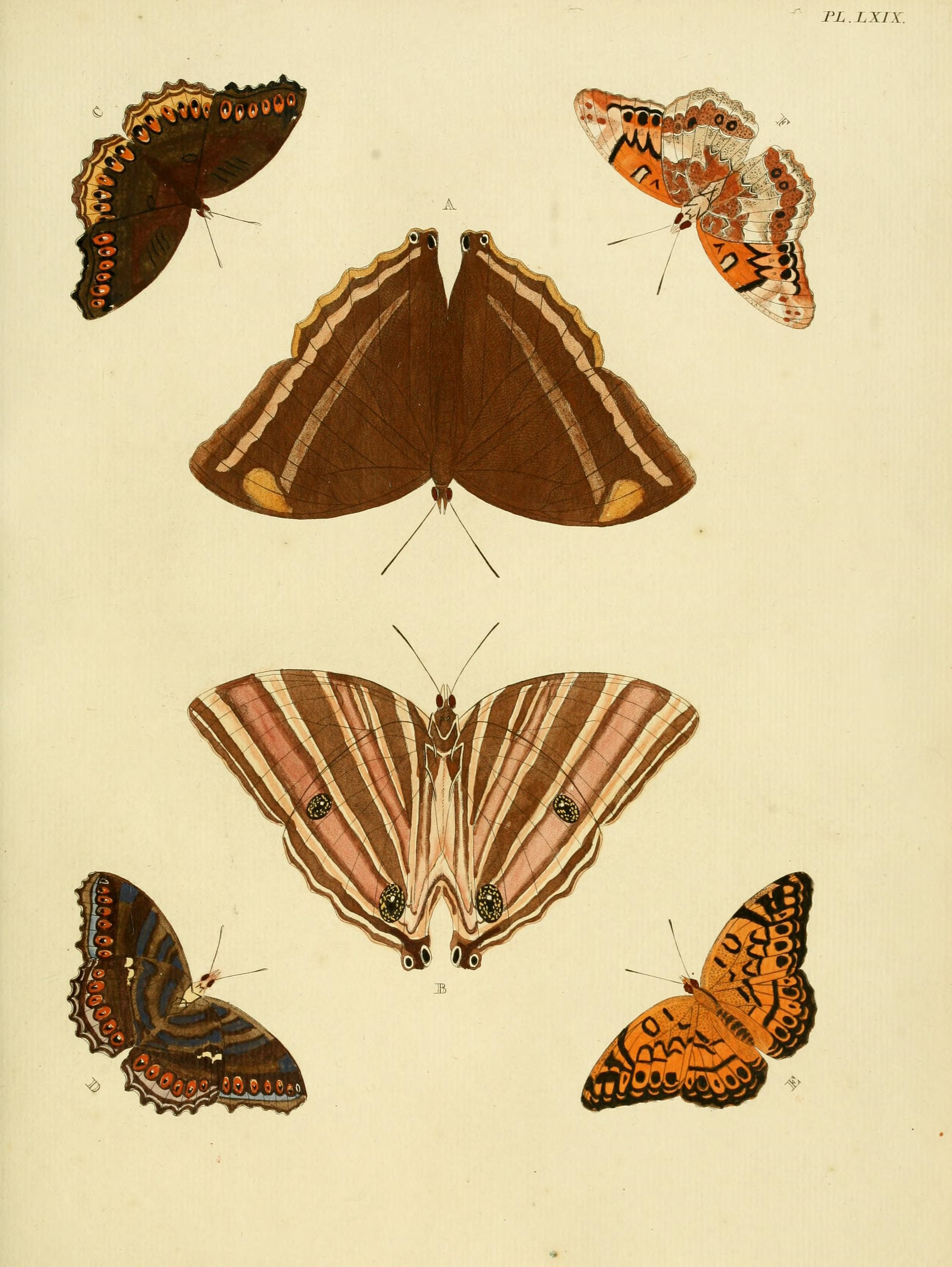
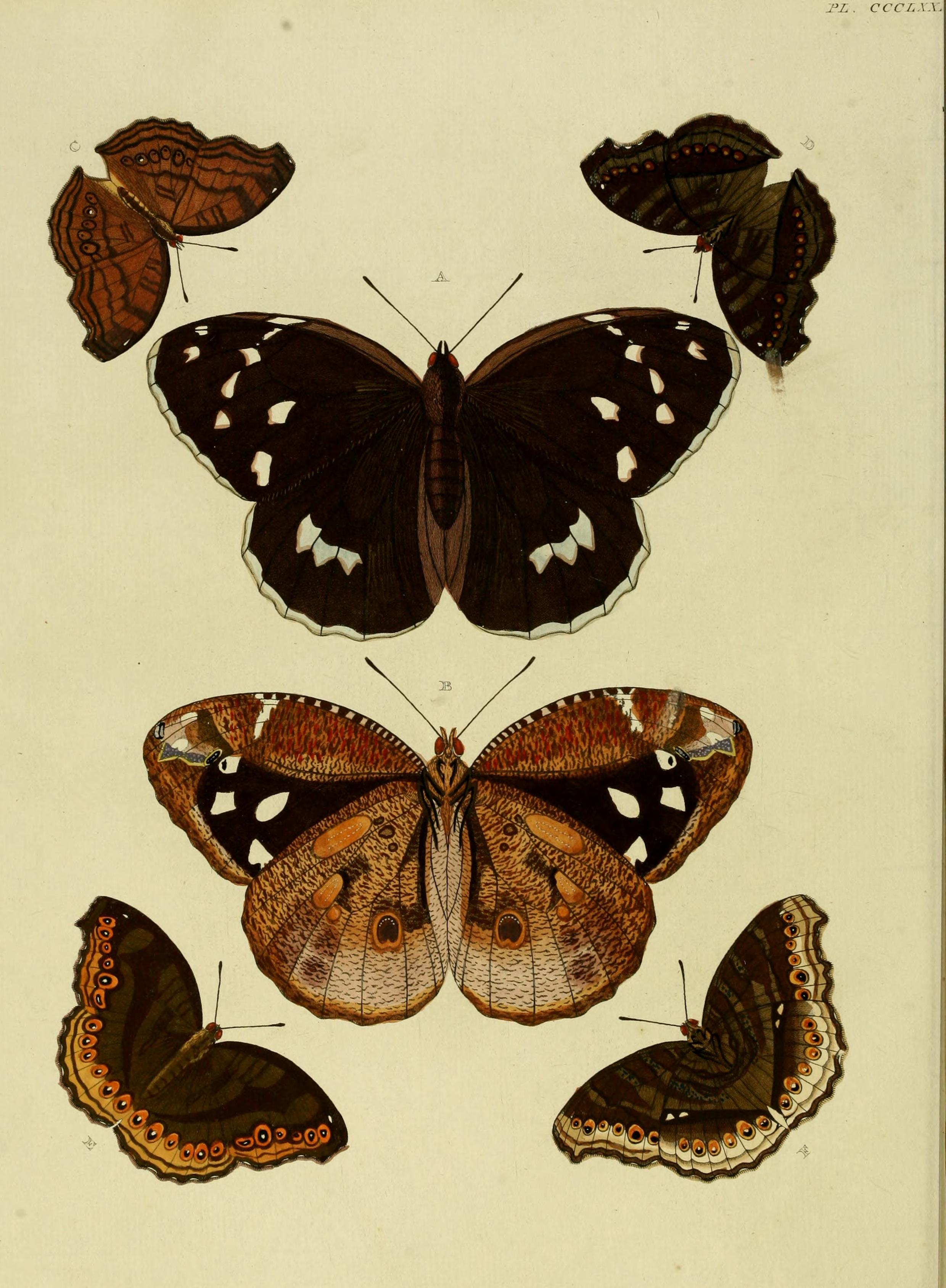
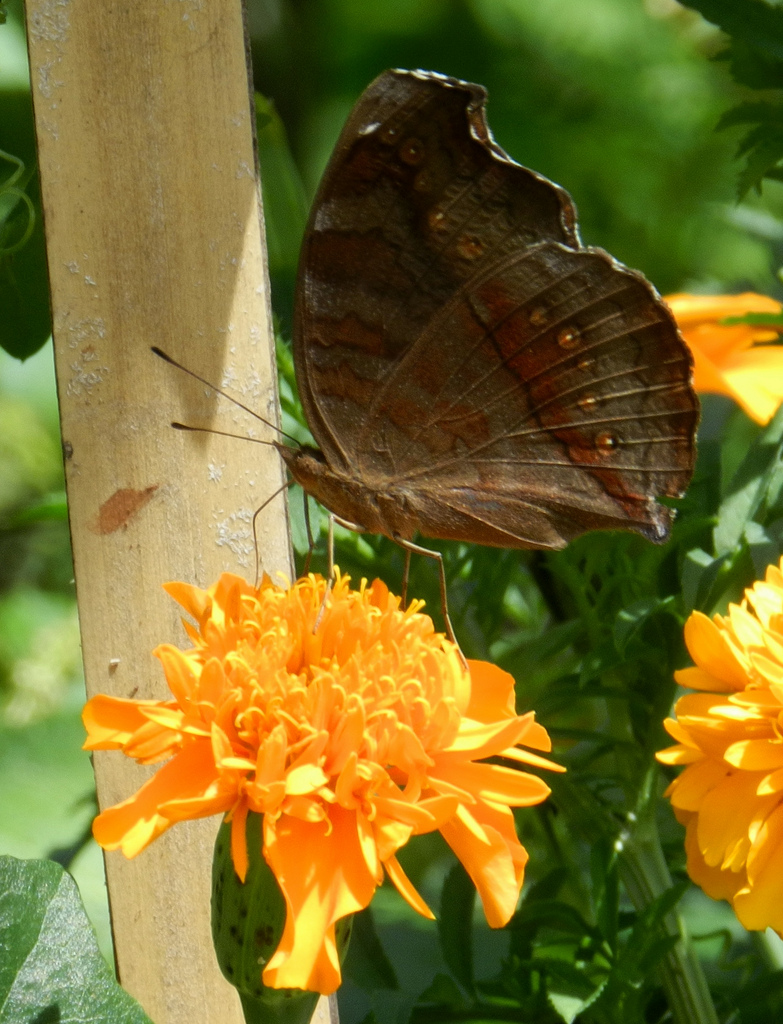
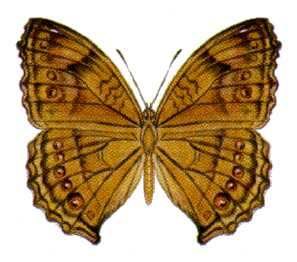